# Daniel Adwok
Daniel Marco Kur Adwok (ur. 25 listopada 1952 w Atar) – sudański duchowny katolicki, biskup pomocniczy Chartumu od 1993.
Święcenia kapłańskie otrzymał w dniu 29 maja 1977. 
6 października 1992 papież Jan Paweł II mianował go biskupem pomocniczym Chartum ze stolicą tytularną Moxori. Sakry udzielił mu 19 lutego 1993 arcybiskup Gabriel Zubeir Wako.